# Dragostea din tei
Dragostea din tei is een single van de Moldavische band O-Zone uit 2003, die in 2004 een zomerhit werd. Het nummer is afkomstig van het album DiscO-Zone en groeide in heel Europa uit tot een hit. Het lied is geschreven in het Roemeens en betekent zoiets als liefde van de lindebomen. Het lied is geschreven en geproduceerd door Dan Bălan, de leadzanger van O-Zone.
Dragostea din tei kwam in de lente van 2004 uit en was in de zomer in heel Europa een grote zomerhit. De single was in Nederland, net als in veel andere landen, de bestverkochte plaat van dat jaar. In de Nederlandse Top 40 stond de single negen weken aan de top en werd Dancesmash op Radio 538, terwijl het Moldavische trio de koppositie in de Single Top 100 elf weken vasthield. In de Vlaamse Ultratop werd de nummer 1-positie niet bereikt, maar bleef Dragostea din tei zes weken op twee haken.
De Roemeense zangeres Haiducii liftte tegelijkertijd mee op het succes van O-Zone. Met de cover bereikte ze net als O-Zone in vele Europese hitlijsten de top 10. In Zweden, Oostenrijk en Italië werd de single zelfs een nummer 1-hit. Niet alleen Haiducii pikte een graantje mee, ook diverse nationale artiesten gingen er met de compositie vandoor. In Nederland waren dat onder meer de Gebroeders Ko (Muggen hier, muggen daar), Ome Henk (Lekker lekker) en Edwin Evers (Duitsers hier, Duitsers daar). In Vlaanderen waren de Feestridders succesvol met de parodie Allo!. Ook werd het nummer verwerkt in I don't want to wait door David Guetta en OneRepublic, alsook in Faded Love door Leony.
In 2008 werd een sample van het nummer gebruikt door T.I. en Rihanna voor in hun nummer Live your life.
In 2022 bracht de Duitse middeleeuwse rockband Feuerschwanz een cover uit van het nummer.

## Refrein
Het refrein van het lied:
Vrei să pleci dar nu mă, nu mă iei
Nu mă, nu mă iei, nu mă, nu mă, nu mă iei.
Chipul tău și dragostea din tei
Mi-amintesc de ochii tăi.
De vertaling in het Nederlands luidt ongeveer zo:
Je wilt weggaan, maar je neemt me niet mee
Neemt me, neemt me niet mee, neemt me, neemt me, neemt me niet mee
Jouw aanzicht en de liefde van de lindeboom
doen me denken aan jouw ogen.

## Hitnotering
| "Dragostea din tei" in de Nederlandse Top 40 - binnen: 19 juni 2004 | "Dragostea din tei" in de Nederlandse Top 40 - binnen: 19 juni 2004 | "Dragostea din tei" in de Nederlandse Top 40 - binnen: 19 juni 2004 | "Dragostea din tei" in de Nederlandse Top 40 - binnen: 19 juni 2004 | "Dragostea din tei" in de Nederlandse Top 40 - binnen: 19 juni 2004 | "Dragostea din tei" in de Nederlandse Top 40 - binnen: 19 juni 2004 | "Dragostea din tei" in de Nederlandse Top 40 - binnen: 19 juni 2004 | "Dragostea din tei" in de Nederlandse Top 40 - binnen: 19 juni 2004 | "Dragostea din tei" in de Nederlandse Top 40 - binnen: 19 juni 2004 | "Dragostea din tei" in de Nederlandse Top 40 - binnen: 19 juni 2004 | "Dragostea din tei" in de Nederlandse Top 40 - binnen: 19 juni 2004 | "Dragostea din tei" in de Nederlandse Top 40 - binnen: 19 juni 2004 | "Dragostea din tei" in de Nederlandse Top 40 - binnen: 19 juni 2004 | "Dragostea din tei" in de Nederlandse Top 40 - binnen: 19 juni 2004 | "Dragostea din tei" in de Nederlandse Top 40 - binnen: 19 juni 2004 | "Dragostea din tei" in de Nederlandse Top 40 - binnen: 19 juni 2004 | "Dragostea din tei" in de Nederlandse Top 40 - binnen: 19 juni 2004 | "Dragostea din tei" in de Nederlandse Top 40 - binnen: 19 juni 2004 | "Dragostea din tei" in de Nederlandse Top 40 - binnen: 19 juni 2004 | "Dragostea din tei" in de Nederlandse Top 40 - binnen: 19 juni 2004 | "Dragostea din tei" in de Nederlandse Top 40 - binnen: 19 juni 2004 | "Dragostea din tei" in de Nederlandse Top 40 - binnen: 19 juni 2004 | "Dragostea din tei" in de Nederlandse Top 40 - binnen: 19 juni 2004 | "Dragostea din tei" in de Nederlandse Top 40 - binnen: 19 juni 2004 |
| Week                                                                | 1                                                                   | 2                                                                   | 3                                                                   | 4                                                                   | 5                                                                   | 6                                                                   | 7                                                                   | 8                                                                   | 9                                                                   | 10                                                                  | 11                                                                  | 12                                                                  | 13                                                                  | 14                                                                  | 15                                                                  | 16                                                                  | 17                                                                  | 18                                                                  | 19                                                                  | 20                                                                  | 21                                                                  | 22                                                                  |                                                                     |
| ------------------------------------------------------------------- | ------------------------------------------------------------------- | ------------------------------------------------------------------- | ------------------------------------------------------------------- | ------------------------------------------------------------------- | ------------------------------------------------------------------- | ------------------------------------------------------------------- | ------------------------------------------------------------------- | ------------------------------------------------------------------- | ------------------------------------------------------------------- | ------------------------------------------------------------------- | ------------------------------------------------------------------- | ------------------------------------------------------------------- | ------------------------------------------------------------------- | ------------------------------------------------------------------- | ------------------------------------------------------------------- | ------------------------------------------------------------------- | ------------------------------------------------------------------- | ------------------------------------------------------------------- | ------------------------------------------------------------------- | ------------------------------------------------------------------- | ------------------------------------------------------------------- | ------------------------------------------------------------------- | ------------------------------------------------------------------- |
| Nummer                                                              | 29                                                                  | 16                                                                  | 7                                                                   | 2                                                                   | 2                                                                   | 1                                                                   | 1                                                                   | 1                                                                   | 1                                                                   | 1                                                                   | 1                                                                   | 1                                                                   | 1                                                                   | 1                                                                   | 2                                                                   | 3                                                                   | 7                                                                   | 13                                                                  | 17                                                                  | 18                                                                  | 27                                                                  | 40                                                                  | uit                                                                 |

| "Dragostea din tei" in de Nederlandse Single Top 100 - binnen: 15 mei 2004 | "Dragostea din tei" in de Nederlandse Single Top 100 - binnen: 15 mei 2004 | "Dragostea din tei" in de Nederlandse Single Top 100 - binnen: 15 mei 2004 | "Dragostea din tei" in de Nederlandse Single Top 100 - binnen: 15 mei 2004 | "Dragostea din tei" in de Nederlandse Single Top 100 - binnen: 15 mei 2004 | "Dragostea din tei" in de Nederlandse Single Top 100 - binnen: 15 mei 2004 | "Dragostea din tei" in de Nederlandse Single Top 100 - binnen: 15 mei 2004 | "Dragostea din tei" in de Nederlandse Single Top 100 - binnen: 15 mei 2004 | "Dragostea din tei" in de Nederlandse Single Top 100 - binnen: 15 mei 2004 | "Dragostea din tei" in de Nederlandse Single Top 100 - binnen: 15 mei 2004 | "Dragostea din tei" in de Nederlandse Single Top 100 - binnen: 15 mei 2004 | "Dragostea din tei" in de Nederlandse Single Top 100 - binnen: 15 mei 2004 | "Dragostea din tei" in de Nederlandse Single Top 100 - binnen: 15 mei 2004 | "Dragostea din tei" in de Nederlandse Single Top 100 - binnen: 15 mei 2004 | "Dragostea din tei" in de Nederlandse Single Top 100 - binnen: 15 mei 2004 | "Dragostea din tei" in de Nederlandse Single Top 100 - binnen: 15 mei 2004 | "Dragostea din tei" in de Nederlandse Single Top 100 - binnen: 15 mei 2004 | "Dragostea din tei" in de Nederlandse Single Top 100 - binnen: 15 mei 2004 | "Dragostea din tei" in de Nederlandse Single Top 100 - binnen: 15 mei 2004 | "Dragostea din tei" in de Nederlandse Single Top 100 - binnen: 15 mei 2004 |
| Week                                                                       | 1                                                                          | 2                                                                          | 3                                                                          | 4                                                                          | 5                                                                          | 6                                                                          | 7                                                                          | 8                                                                          | 9                                                                          | 10                                                                         | 11                                                                         | 12                                                                         | 13                                                                         | 14                                                                         | 15                                                                         | 16                                                                         | 17                                                                         | 18                                                                         | 19                                                                         |
| -------------------------------------------------------------------------- | -------------------------------------------------------------------------- | -------------------------------------------------------------------------- | -------------------------------------------------------------------------- | -------------------------------------------------------------------------- | -------------------------------------------------------------------------- | -------------------------------------------------------------------------- | -------------------------------------------------------------------------- | -------------------------------------------------------------------------- | -------------------------------------------------------------------------- | -------------------------------------------------------------------------- | -------------------------------------------------------------------------- | -------------------------------------------------------------------------- | -------------------------------------------------------------------------- | -------------------------------------------------------------------------- | -------------------------------------------------------------------------- | -------------------------------------------------------------------------- | -------------------------------------------------------------------------- | -------------------------------------------------------------------------- | -------------------------------------------------------------------------- |
| Nummer                                                                     | 53                                                                         | 45                                                                         | 49                                                                         | 28                                                                         | 17                                                                         | 9                                                                          | 4                                                                          | 2                                                                          | 1                                                                          | 1                                                                          | 1                                                                          | 1                                                                          | 1                                                                          | 1                                                                          | 1                                                                          | 1                                                                          | 1                                                                          | 1                                                                          | 1                                                                          |
| Week                                                                       | 20                                                                         | 21                                                                         | 22                                                                         | 23                                                                         | 24                                                                         | 25                                                                         | 26                                                                         | 27                                                                         | 28                                                                         | 29                                                                         | 30                                                                         | 31                                                                         | 32                                                                         | 33                                                                         | 34                                                                         | 35                                                                         | 36                                                                         |                                                                            |                                                                            |
| Nummer                                                                     | 2                                                                          | 5                                                                          | 5                                                                          | 7                                                                          | 9                                                                          | 16                                                                         | 21                                                                         | 28                                                                         | 30                                                                         | 37                                                                         | 38                                                                         | 41                                                                         | 63                                                                         | 59                                                                         | 53                                                                         | 75                                                                         | 100                                                                        | uit                                                                        |                                                                            |

| "Dragostea din tei" in de Vlaamse Ultratop 50 - binnen: 15 mei 2004 | "Dragostea din tei" in de Vlaamse Ultratop 50 - binnen: 15 mei 2004 | "Dragostea din tei" in de Vlaamse Ultratop 50 - binnen: 15 mei 2004 | "Dragostea din tei" in de Vlaamse Ultratop 50 - binnen: 15 mei 2004 | "Dragostea din tei" in de Vlaamse Ultratop 50 - binnen: 15 mei 2004 | "Dragostea din tei" in de Vlaamse Ultratop 50 - binnen: 15 mei 2004 | "Dragostea din tei" in de Vlaamse Ultratop 50 - binnen: 15 mei 2004 | "Dragostea din tei" in de Vlaamse Ultratop 50 - binnen: 15 mei 2004 | "Dragostea din tei" in de Vlaamse Ultratop 50 - binnen: 15 mei 2004 | "Dragostea din tei" in de Vlaamse Ultratop 50 - binnen: 15 mei 2004 | "Dragostea din tei" in de Vlaamse Ultratop 50 - binnen: 15 mei 2004 | "Dragostea din tei" in de Vlaamse Ultratop 50 - binnen: 15 mei 2004 | "Dragostea din tei" in de Vlaamse Ultratop 50 - binnen: 15 mei 2004 | "Dragostea din tei" in de Vlaamse Ultratop 50 - binnen: 15 mei 2004 | "Dragostea din tei" in de Vlaamse Ultratop 50 - binnen: 15 mei 2004 | "Dragostea din tei" in de Vlaamse Ultratop 50 - binnen: 15 mei 2004 | "Dragostea din tei" in de Vlaamse Ultratop 50 - binnen: 15 mei 2004 | "Dragostea din tei" in de Vlaamse Ultratop 50 - binnen: 15 mei 2004 | "Dragostea din tei" in de Vlaamse Ultratop 50 - binnen: 15 mei 2004 |
| Week                                                                | 1                                                                   | 2                                                                   | 3                                                                   | 4                                                                   | 5                                                                   | 6                                                                   | 7                                                                   | 8                                                                   | 9                                                                   | 10                                                                  | 11                                                                  | 12                                                                  | 13                                                                  | 14                                                                  | 15                                                                  | 16                                                                  | 17                                                                  | 18                                                                  |
| ------------------------------------------------------------------- | ------------------------------------------------------------------- | ------------------------------------------------------------------- | ------------------------------------------------------------------- | ------------------------------------------------------------------- | ------------------------------------------------------------------- | ------------------------------------------------------------------- | ------------------------------------------------------------------- | ------------------------------------------------------------------- | ------------------------------------------------------------------- | ------------------------------------------------------------------- | ------------------------------------------------------------------- | ------------------------------------------------------------------- | ------------------------------------------------------------------- | ------------------------------------------------------------------- | ------------------------------------------------------------------- | ------------------------------------------------------------------- | ------------------------------------------------------------------- | ------------------------------------------------------------------- |
| Nummer                                                              | 26                                                                  | 20                                                                  | 15                                                                  | 12                                                                  | 9                                                                   | 8                                                                   | 6                                                                   | 4                                                                   | 3                                                                   | 2                                                                   | 2                                                                   | 2                                                                   | 2                                                                   | 2                                                                   | 2                                                                   | 4                                                                   | 6                                                                   | 6                                                                   |
| Week                                                                | 19                                                                  | 20                                                                  | 21                                                                  | 22                                                                  | 23                                                                  | 24                                                                  |                                                                     |                                                                     |                                                                     |                                                                     |                                                                     |                                                                     |                                                                     |                                                                     |                                                                     |                                                                     |                                                                     |                                                                     |
| Nummer                                                              | 8                                                                   | 12                                                                  | 16                                                                  | 22                                                                  | 26                                                                  | 37                                                                  | uit                                                                 |                                                                     |                                                                     |                                                                     |                                                                     |                                                                     |                                                                     |                                                                     |                                                                     |                                                                     |                                                                     |                                                                     |